# Bydlení ve starověkém Řecku

## Zmínky v antických pramenech
V antických písemných pramenech můžeme najít jen letmé zmínky o domech občanů. Cenné zdroje informací o domech z 9. a 8. století př. n. l. se nacházejí ve výpravných eposech básníka Homéra – Illias a Odyssea. V nich nám Homér přibližuje šlechtické domy, do nichž se vcházelo dvoukřídlými vraty pod zastřešeným sloupořadím. Za nimi se nacházel venkovní dvůr obklopený obytnými i hospodářskými místnosti. Ze dvora se rovněž vcházelo do vlastního domu, který se dělil na dvě části: světnici a předsíň. Předsíň byla otevřená, ale zastřešená, a vedla k obytné části sloužící ke společenským setkáním i každodennímu rodinnému životu. Homér také popisuje chudé venkovské obydlí, když píše o Eumaiově sídle: „Je to domek s vlastní světnicí, v níž je krb, a s předsíní a také dvorek se stájí pro dobytek.“
Domy z pozdější doby zase popisuje Xenofón ve svém díle Vzpomínky na Sókrata. Zde zachycuje rozhovor mezi Sókratem a Aristippem o tom, co je dobré a krásné. V závěru své řeči vysvětluje Sókrates, jaký je ideální dům ve vztahu ke kráse a účelu. Říká: „Kdo chce mít dům, jak se patří, má si ho upravit tak, aby byl nejpříjemnější a nejužitečnější k bydlení?“ Když s tím Aristippos souhlasil, Sókratés pokračoval: „Je příjemný takový dům, ve kterém je chladno v létě a teplo v zimě?“ Když Aristippos i toto schválil, řekl Sókratés dále: „Do domů obrácených na jih svítí v zimě slunce sloupořadím, kdežto v létě putuje nad našimi hlavami a nad střechami, a my máme stín. A tak, je-li v pořádku, aby tomu tak bylo, je třeba stavět domy nižší směrem na sever, aby se zimnímu slunci nebránilo vstoupit, a vyšší směrem na jih, aby do něho nevnikaly chladné větry. Abychom to shrnuli: dům, ve kterém najdeme v každé roční době nejpříjemnější útulek a kde budou nejbezpečněji uloženy naše věci, bude právem považován za nejpříjemnější a nejkrásnější příbytek.“ Touto řečí nám Sokrates přibližuje pravidla, která se v teplejších jižních krajích dodržují dodnes.

## Stavební materiály
Řekové měli obdivuhodný vztah k přírodě a světu kolem. Jejich stavby lichotily krajině, ve které se nacházely a to zejména díky materiálům, který stavitelé používali. Pro výstavbu obydlí si shromažďovali nejrůznější volně dostupné materiály z jejich okolí. Nejčastěji se jednalo o hlínu, cihly, kámen, dřevo, písek a vápno.

### Hlína
Nepálená hlína se užívala převážně k výrobě cihel na výstavu domů, ale také jako tmel do kamenné konstrukce. U domů s plochou střechou se nepálenou hlínou potírala tráva položená na střešní konstrukci. Z vypalované hlíny, neboli terakoty, se vyráběly střešní tašky pro domy se sedlovými střechami.

### Cihly
Tento stavební prvek se vyráběl smícháním hlíny, vody a trávy. Tato směs se poté vtlačovala do obdélníkových forem a nechala na slunci vyschnout. Bylo důležité, aby cihly pořádně vyschly, jinak hrozilo jejich popraskání. Jak Vitruvius zmiňuje ve svém díle Deset knih o architektuře: bylo lepší cihly vyrábět z jara či na podzim, aby vyschly jedním tahem, oproti prudkému letnímu sušení. K vybudování cihlových domů použili Řekové nejprve několik řad kamení jako základnu, aby vyzdvihli cihlovou konstrukci ze země. Na tu poté stavěli řady cihel, kterými vytvořili stěny domů. Kamenné základy jsou většinou to jediné, co se nám do dnešní doby dochovalo.

### Kámen
V některých částech Řecka byl snáze k dostání spíše kámen, než hlína. V těchto částech Řekové pracovali s takzvaným štěrkovým zdivem, což byl hrubě opracovaný vápenec či mramor, který se těžil v místních lomech. Tyto malé kusy kamene pak skládali na sebe a prostor mezi nimi vyplňovali hlínou či maltou a menšími kamínky. Podle Vitruvia je nutné pečlivě vybírat, odkud a jaký kámen pro stavbu domů vybírat. Příliš měkký kámen se sice snáze opracovává, ale také je možné, že  se pod vlivem podnebí může rozpadat a podléhat kratší životnosti.

### Dřevo
U domů z hliněných cihel se dřevo často používalo ke zpevnění  konstrukce. V kamenných i hliněných domech se využívalo ke stavbě střech, kdy se na vršky zdí položili trámy tak, aby tvořily síť, která byla podepírána dřevěnými sloupy uvnitř domů. Podle Vitruvia pochází nejlepší dřevo pro stavbu domů z dubu, jilmu, topolu, cypřiše a jedle.

### Písek
Písek Řekové dostávali v pískovnách, ze štěrku, z okolí řek či z mořských břehů. Bylo však důležité zvolit pro stavbu domů ten správný, aby malta z něj byla kvalitní a dům naopak nepoškodila. Jako například mořský písek, který špatně schne a kvůli své slanosti rozrušuje omítku. Podle Vitruvia je nejlepší takový písek, který v ruce chrastí, ale neobsahuje žádnou příměs hlíny. Uvádí, že je důležité používat čerstvě natěžený materiál, který ještě neměl šanci podlehnout vlivům slunce, měsíce a jinovatky.

### Vápno
Díky vápnu získávala malta při výstavě domů svou pevnost. Pro každého stavitele bylo nesmírně důležité vybrat vápno vypálené z toho správného kamene. Nejvhodnější byl kámen bílý nebo silex. Vitruvius uvádí, že z tvrdých kamenů  vznikalo vápno vhodné pro zdivo, zatímco z kamenů měkkých byly zase kvalitní omítky.

## Rozložení měst
Stará řecká města byla konstruována s nahodilými plány ulic, což také odráželo jejich postupný rozvoj. Již od 8. století př. n. l. můžeme v některých nových řeckých koloniích nalézt první pokusy o městské plánování. Vznikají pravoúhlé systémy ulic, které se postupem času šíří z kolonií až do řeckých městských států, jak dokazují nálezy ze 7. století př. n. l. ve Staré Smyrně.
Řekové stavěli svá města vždy v závislosti na terénu. Při budování měst na svazích, se na terasách stavěly těsně přiléhající domy ve skupinách po čtyřech mezi souběžnými hlavními ulicemi. Ty vedly podél kopce v závislosti na terénních podmínkách a byly propojeny stupňovitými kolmými uličkami. Celé město stoupalo vzhůru, kde byly na vyrovnaných prostranstvích vybudovány veřejné a náboženské budovy.
Ačkoliv se rozložení jednotlivých měst mohlo lišit, něco měly všechny společné a to rozdělení místa do tří částí: akropole, agora a vlastní město. Většina města byla věnována veřejnému životu. Jeho plánování a vzhled se zaměřovalo především na estetické ocenění měst. Veřejné budovy se tedy stavěly tak, aby na ně byl dobrý výhled ze všech světových stran – pokud to však pozice města dovolovala.
Důležitou osobou ve vývoji řeckého městského plánování se stal architekt Hippodamos z Milétu. Ten v pátém století vytvořil systém, ve kterém rozdělil obyvatelstvo i města do tří různých skupin. Lid roztřídil na řemeslníky, rolníky a vojáky. Město zase rozdělil na část určenou k uctívání božstev, část vyhrazenou pro vojáky a poslední pro obyčejné obyvatelstvo. Toto však byl jen Hippodamův sociální plán. Mnohem větší vliv měl na samotné městské plánování. Zavedl blokové plány měst, kde byly jednotlivé domy uspořádány do bloků po pěti na obou stranách průchozí ulice. Velikost bloků ovšem závisela na množství místa v dané lokalitě, proto nemusel být počet domů v bloku vždy stejný. Veřejné budovy kvůli své důležitosti zabíraly více než jeden blok. Celá města měla být opevněna vysokou zdí, za účelem obrany proti nepřátelským útočníkům.

### Akropole
Jednalo se o městský okrsek věnovaný náboženským účelům. Zpravidla byl vystavěn na vyvýšeném místě v každém městě jako znak nadřazenosti božstev. Celý tento komplex chrámů byl budován a zdoben tak, aby zobrazoval jejich velikost a slávu.

### Agora
Nejprve se jednalo o otevřený prostor určen k setkávání městského koncilu. S postupem času zde vyrůstaly budovy, které oblast uzavíraly a měnily, dokud se celá agora nepřetvořila v místo určené ke společenským i politickým aktivitám. Agory byly stavěny na plochých prostranstvích tak, aby byly snadno přístupné z každého směru.

### Samotné město
Město bylo tvořeno jen obytnými budovami. Jednalo se především o doménu žen, které nezastávaly žádné veřejné úřady ani role, tudíž se jejich život odehrával zejména v bezprostředním okolí jejich bydliště.

## Rodinné domy
Vzhledem k materiálům užitým k budování obytných domů se nám hmotné důkazy o tom, jak vypadaly, zachovaly jen velmi zřídka. Nález pozůstatků celé městské čtvrti z třicátých let 5. století př. n. l. ve městě Olynthos na ostrově Chalkidiki nás posouvá zase o krok blíže k porozumění, jak život antických Řeků vypadal.
Z archeologických nálezů toho o každodenním životě Řeků však vyčteme jen málo. Informace o tom, jak fungovali za zavřenými dveřmi svých obydlí, nám podávají malované scény na keramice s černými a červenými figurami.
Řecké městské domy bývaly proporčně k veřejným budovám menší a stavěny z levných materiálů jako byla lepenice a hrázděné zdivo. Byly skromné, což jen podtrhovalo nenáročný styl života Řeků. Daly se najít domy se dvěma až třemi pokoji obklopujícími centrální nádvoří, ale také domy sestávající z až dvanácti místnostmi. Zvenčí nepůsobila řecká obydlí nijak poutavě. Byl to dům s obyčejnou fasádou, rozdělenou pouze dveřmi a vysoko položenými úzkými okny.

### Rozložení rodinných domů
Vzhled a rozložení řeckých domů závisel na jejich geografické poloze. V různých částech Řecka nacházíme různá provedení výstavby. Nemůžeme tedy mluvit o jedné formě řeckých domů. Musíme také rozlišovat domy chudých a bohatých, či venkovské a městské stavby.
Centrem městských domů starověkého Řecka helénistické doby bylo nádvoří z východní strany provázeno sloupořadím – v bohatších domech šel peristyl okolo celého nádvoří. Jelikož ženy neměly ve zvyku vycházet z domu, pokud nenavštěvovaly své sousedky, bylo nádvoří jediným místem, kde mohly volně trávit čas venku. Uprostřed každého nádvoří stál krb sloužící k vaření, díky čemuž se předešlo šíření nepříjemného kouře uvnitř domu. Dvůr nebyl jen bezpečným místem pro ženy, ale také pro hospodářská zvířata, která každá rodina chovala ke své potřebě. Stáje zvířat byly po stranách dvora. Během dne se kolem volně procházely slepice, kozy, ovce, ale také prasata.
Dvůr také obklopovaly ostatní pokoje. Většinou se jednalo o velký obývací pokoj spojený s jídelnou. Ve větších domech byla součástí hlavních pokojů i kuchyně a malá koupelna. Nebylo však rozšířeným zvykem koupat se doma, a to zejména kvůli nutnosti docházet pro vodu. Obyvatelé měst tedy využívali služeb veřejných lázní. Některé domy pak měly v zadní části vlastní zahrady, či se pod nimi nacházel sklep.
Rodinný dům byl rozdělen na dvě části. Prvním z nich byl andron, neboli mužská část domu, která měla polo-veřejný charakter. Jednalo se o nejlépe vybavenou část, která sloužila k odpočinku po dlouhém dni a také k bavení hostů při hostinách. Stěny této části domu se často bohatě zdobily freskami a podlahy vykládaly barevnými mozaikami.
Na druhou stranu ženská část, neboli gynaceum, byla více hospodářsky založena. Ženy se odsud staraly o hladký běh domácnosti, a proto součástí jejich části byla kuchyně, řemeslné místnosti, sklady i pokoje otroků. Jelikož řecká žena měla zůstávat skryta před očima cizinců, nacházely se gynaceumy v zadních částech domu nebo na druhém podlaží, pokud jej daný dům měl. V chudých domácnostech však rodina musela koexistovat i v jedné obytné místnosti.
Řecké domy se orientovaly dovnitř. Teplo i světlo prostupovalo dům otevřenými dveřmi ze dvora, protože kromě malých oken ve druhém patře byl dům z vnějšku uzavřen. Často se podél vnějších stran domů vystavovaly krámy a dílny řemeslníků, jako to můžeme vidět v pozůstatcích domů z Prieně a Pergamonu.

### Vybavení domácnosti
Řecké domácnosti se pyšnily skromným vybavením. O tom, jak řecký nábytek vypadal, se z velké části dozvídáme jen z obrazových materiálů. Dochovalo se nám totiž jen velmi málo exemplářů. Dochované kusy jsou mramorové nebo kovové, převážně pak z bronzu. Dřevěný nábytek se bohužel nedochoval. Vzhled nábytku opět záležel na movitosti domácnosti. Luxusní kusy nábytku byly zhotoveny i z vzácných kovů, vykládány drahými kameny a slonovinou, nebo vyřezávány z dovozových vzácných dřev.

#### Stoly
Stoly mívaly oválné, kruhové, obdélné nebo čtvercové tvary. Jejich nohy byly elegantní, rovné či zahnuté v počtu jedné, tří nebo čtyř, kdy často připomínaly nohy zvířecí. Bylo zvykem, že měl každý člověk svůj vlastní stůl, takže byly většinou menší a lehké, aby se snáze přenášely.
Nemáme žádné obrazové či písemné důkazy o existenci psacích stolů, jsou však známy stoly hrací.

#### Sedadla
Difros byla nízká stolička bez opěradla, jejíž čtyři nohy bývaly často zkřížené a stočené v ladnou křivku, nebo zakončené zvířecí tlapou. Zvláštní verzí byla sklapovací stolička, kterou svým pánům nosili otroci.
Tradičním řeckým sedadlem byl klismos. Měl opěradlo a elegantně prohnuté nohy. Na rozdíl od difrosu byl však naprosto bez výzdoby a udivoval svou obyčejností.
Křeslem bohů a významných smrtelníků byl thronos. Jednalo se o nejpohodlnější sedadlo, často bohatě zdobené a vystlané zvířecími kožešinami. Vyráběl se v rozmanitých tvarech a velikostech. Rozdíly byly zejména v pojetí ručních opěradel, jejich zakončení a samozřejmě ve zpracování nohou, které byly často ztvárněny jako zvířecí tlapy, oblé či čtyřhranné.
Nejstarší zachované sedadlo panovníka v Evropě pochází z období mezi lety 1 580 -1 400 př. n. l. z paláce Knóssos na Krétě. Na rozdíl od civilizací starověkého Egypta, či států Mezopotámie, kde měl trůn zdůrazňovat nadlidské postavení panovníka, trůn z Knóssosu byl malý a skromný, na první pohled naprosto bezvýznamný. Možná jen o trošku lepší než obyčejné křeslo.

#### Postele
Lůžko se ve starověkém Řecku nazývalo lechos. Jednalo se o nízké podstavce obdélníkového tvaru vyrobené z kamene, dřeva či kovu. Na něj se připevnila síť z lana či kůže místo dnešních dřevěných příček. Základny se často bohatě vyřezávaly nebo zdobily drahými kameny. Na podstavec se navršily kožešiny, houně a koberce nebo matrace vystlané ovčí vlnou. Jako přikrývky se opět používaly kůže a koberce.
Součástí řecké domácnosti byla také lehátka bez opěradel – kliné s jednou vyvýšenou stranou pro hlavu ležícího. Tato lehátka sloužila především při hostinách. Jejich výzdoba a provedení byla reprezentací majitelů domu. Proto se v bohatších domácnostech zdobila bronzovými, zlatými a stříbrnými ozdobami nebo například slonovinou.

#### Skříně
Na místo skříní, jak je známe dnes, používali Řekové truhlice (kibótos, larnax) zhotovené ze dřeva či kovu. Většinou byly bohatě vyřezávané a zdobené. Stejně jako dnes sloužily k ukládání oblečení a prádla. K úschově cenností a ozdob používali spíše malé truhličky z pálené hlíny či bronzu.
Již z minojské kultury jsou nám také známy police zvané niky, vsazované do stěnných výklenků. Sloužily zejména k ukládání nádobí. Skříně (armarium) se pak v Řecku vyskytovaly spíše až v době římské.

#### Nádobí
Řekové ve svých domácnostech používali širokou škálu hliněných, kovových a kamenných nádob. Měli hliněné hrnce k vaření, amfory na vodu, nádoby k pití a samozřejmě nádoby, ve kterých uchovávali potraviny, jako například ovoce, víno, olej, med a obilí k pozdějšímu použití. Tyto nádoby a truhlice byly často vsazeny do země, která byla chladnější, a tak prodlužovala jejich trvanlivost. Většina nádob byla zdobena malbou zachycující každodenní život Řeků, jejich hrdiny, božstva a rituály. 